# Bernardino Stefonio
Bernardino Stefonio oder Stefoni, lateinisch Stefonius (* 8. Dezember 1560 in Poggio Mirteto; † 8. Dezember 1620 in Modena) war ein italienischer Jesuit und Schriftsteller.

## Leben
Geboren 1560 in der Sabina (Kirchenstaat), trat er 1580 in die Gesellschaft Jesu ein und legte am 2. Februar 1594 in Rom die vier Gelübde ab. Er wurde Professor am römischen Jesuitenkolleg, und während er dort Rhetorik unterrichtete, verfasste er Tragödien. Diese Stücke brachten ihm die Wertschätzung der berühmtesten Schriftsteller seiner Zeit ein, darunter Pietro degli Angeli, Jacopo Mazzoni, Giovanni Battista Guarini, Giambattista Marino und Torquato Tasso. Er starb in Modena am 8. Dezember 1620. Auf dem Sterbebett soll er verlangt haben, alle seine Schriften zu verbrennen.

## Werke
- Crispus, tragœdia, Rom, 1601, wir wissen nicht in welchem Format; Pont-à-Mousson (nach Moréri), 1602, in-16; Neapel, 1604; Lyon, 1604 und 1609; Antwerpen, 1608 und 1630 und anderswo. Der Held und die anderen Figuren dieses Stücks, das den lebhaftesten Beifall erhielt, haben viel mit denen von Hippolytus von Euripides und Hippolytus von Seneca zu tun. Auch wurde behauptet, Stefonio habe die alte Tragödie wiederbelebt. Der Neapolitaner Giuseppe Caroprese übersetzte Crispus in italienische Verse (Neapel, 1615), und anlässlich einiger Kritik veröffentlichte Pater Tarquinio Galluzzi, ein Freund des Autors: Rinovazione dell’antica tragedia e difesa del Crispo, discorsi etc. Rom, Vatikanische Druckerei, 1633, in-4°. In seiner Fortsetzung der Literaturgeschichte Italiens von Ginguené ging Salfi sehr ausführlich (T. XIV, S. 228 ff.) auf diese Tragödie von Crispus ein, die die beste von P. Stefonio ist.
- Flavia, tragœdia, Rom, 1621, in-16; Pont-à-Mousson, Sébastien Cramoisy, 1622, gleiches Format. Diese zweite Ausgabe, die M. Beaupré in seinen Recherches (p. 350) beschreibt, unterscheidet sich sicherlich nur im Titel von der, die in Paris unter demselben Datum und von demselben Cramoisy gedruckt worden sein soll. Dieses Stück und das vorherige wurden in die Selectæ PP. soc. Jesu Tragœdiæ, Antwerpen, J. Cnobbart, 1634, 2 Bde. in-24 aufgenommen.
- Symphorosa, tragœdia, Rom, 1655, in-16.
- Posthuma carmina, ebd., 1655, in-16.
- Orationes, ebd., 1620 und Köln, 1621, in-16. Dieser Band enthält: Oratio de laudibus beatæ Agnetis Politianæ ; Laudatio in funere Flaminii Delphinii ; de Spiritus sancti adventu. Die ersten beiden dieser Reden waren bereits 1601 und 1606, jede für sich, in-4° erschienen. Ein viertes mit dem Titel: Oratio de Christi Domini morte, ausgesprochen 1599 und an Clemens VIII. gerichtet, ist in einer Sammlung von P. Giattini enthalten.
- Posthumæ prosæ, Rom, 1658, in-12.
- Posthumæ epistolæ, cum egregio tractatu de triplici stylo ad amicum per epistolas misso, ebd., 1677, in-12. Pater Stefonio hatte in seiner Jugend ein Gedicht in makkaronischem Latein verfasst, dessen Titel lautete: Macaronis Forza, hochgelobt von Rossi und anderen. Es wurde zuerst von Édélestand du Méril, Paris, Didier, 1869 veröffentlicht.